# 乃木と霜降りのダンスバトルズ
『乃木と霜降りのダンスバトルズ』（のぎとしもふりのダンスバトルズ）は、フジテレビ系列で2022年4月5日から2024年3月26日まで毎週火曜日 23:30 - 23:40（JST）に放送されていたバラエティ番組およびミニ番組である。また、乃木坂46と霜降り明星（せいや・粗品）の冠番組でディップ株式会社による一社提供番組でもある。
2023年3月28日までは、『乃木坂46とダンスバトルズ』（のぎざかフォーティーシックスとダンスバトルズ）のタイトルで放送されていた。

## 概要
世界的にブームを巻き起こしているダンスをフィーチャーし、頂点を目指す個性豊かなプロダンサーに密着取材を行い、ダンスへの愛情や葛藤をリアルに映し出すダンスバトルバラエティー。
2022年4月期の番組改編に伴い、『乃木坂46のザ・ドリームバイト!〜働き方改革!夢への挑戦!〜』に替わり、2022年4月5日から『乃木坂46とダンスバトルズ』のタイトルでスタートする。
MCは前身番組『乃木坂46のザ・ドリームバイト!〜働き方改革!夢への挑戦!〜』から続投で乃木坂46、霜降り明星（せいや・粗品）、中野美奈子が担当する。乃木坂は私の働き方から、中野は続投、霜降りは前身番組は後半の2年間のみ出演（2020年4月7日以降）。
9月27日に中野が卒業し、10月4日から小野寺結衣が新加入。
2023年4月4日放送回より『乃木と霜降りのダンスバトルズ』に改題。
2024年3月26日をもって終了し、『My first baito』『私の働き方〜乃木坂46のダブルワーク体験!〜』『乃木坂46のザ・ドリームバイト!〜働き方改革!夢への挑戦!〜』の時代から続いた乃木坂46出演のバラエティ番組シリーズ計7年の歴史に幕を下ろした。後番組はメジャーリーグ情報番組『MLB SHOW-TIME』。

## 出演者

### 現在
- 乃木坂46
- 霜降り明星（せいや・粗品）
- 小野寺結衣（フリーアナウンサー）（2022年10月4日[2] - 2024年3月26日）

乃木坂46のメンバーは2名が交代で出演。

### 過去
- 中野美奈子（フリーアナウンサー）（2022年4月5日 -  9月27日）

## 放送リスト
乃木坂46とダンスバトルズ
| 回 | 放送日   | 内容                                               | スタジオメンバー     | 備考                                     | 出典   |
| -- | -------- | -------------------------------------------------- | -------------------- | ---------------------------------------- | ------ |
| 1  | 4月5日   | 日本のダンス人口は600万人以上!                     | 秋元真夏、山下美月   | -                                        | [ 4 ]  |
| 2  | 4月12日  | プロダンサーたちに密着!                            | 秋元真夏、山下美月   | -                                        | [ 5 ]  |
| 3  | 4月19日  | プロダンサー・Karimが登場!                         | 秋元真夏、山下美月   | -                                        | [ 6 ]  |
| 4  | 4月26日  | 文武両道のダンサーが登場!                          | 秋元真夏、山下美月   | -                                        | [ 7 ]  |
| 5  | 5月3日   | 一児の父のプロダンサーが登場!                      | 秋元真夏、山下美月   | 23:50 - 翌0:00に放送 （20分繰り下げ）    | [ 8 ]  |
| 6  | 5月10日  | 文武両道ダンサー・Taraの日常に密着!                | 梅澤美波、筒井あやめ | -                                        | [ 9 ]  |
| 7  | 5月17日  | チームリーダー・Karimが日本最高峰ダンスリーグへ    | 梅澤美波、筒井あやめ | -                                        | [ 10 ] |
| 8  | 5月24日  | 1児のパパダンサーHYOGA 昔のバイト先 レンコン農家へ | 梅澤美波、筒井あやめ | -                                        |        |
| 9  | 5月31日  | プロダンスチームのリーダーKarim                    | 梅澤美波、筒井あやめ | -                                        |        |
| 10 | 6月7日   | ダンスバトル出場のTaraに密着                       | 梅澤美波、筒井あやめ | -                                        |        |
| 11 | 6月14日  | D.LEAGUEに挑戦中のKarim                            | 秋元真夏、田村真佑   | -                                        |        |
| 12 | 6月21日  | DリーガーHyOgAの挑戦に密着                         | 秋元真夏、田村真佑   | -                                        |        |
| 13 | 6月28日  | 文部両道プロダンサーTara                           | 秋元真夏、田村真佑   | -                                        |        |
| 14 | 7月5日   | 大会本番当日のHyOgAに密着!                         | 秋元真夏、田村真佑   | -                                        |        |
| 15 | 7月12日  | 新ダンサー B-Boy Taichi                            | 秋元真夏、田村真佑   | -                                        |        |
| 16 | 7月19日  | プロダンスチームのリーダー Karim                   | 梅澤美波、賀喜遥香   | 23:50 - 翌0:00に放送 （20分繰り下げ）    |        |
| 17 | 7月26日  | 20歳のB-BOY Taichi                                 | 梅澤美波、賀喜遥香   | 23:55 - 翌0:05に放送 （25分繰り下げ）    |        |
| 18 | 8月2日   | プロダンサー圧巻の振り付け制作                     | 梅澤美波、賀喜遥香   | -                                        |        |
| 19 | 8月9日   | HyOgAの休日に密着!                                 | 梅澤美波、賀喜遥香   | -                                        |        |
| 20 | 8月16日  | KARIMを支える意外な先輩ダンサー                    | 田村真佑、筒井あやめ | -                                        |        |
| 21 | 8月23日  | ダンスに人生をささげるKarim                        | 田村真佑、筒井あやめ | -                                        |        |
| 22 | 8月30日  | ショーケースに出場するTara                         | 田村真佑、筒井あやめ | -                                        |        |
| 23 | 9月6日   | Tara×ダンス×日常に密着                             | 田村真佑、筒井あやめ | -                                        |        |
| 24 | 9月13日  | Taichi×ダンスバトル                                | 田村真佑、筒井あやめ | -                                        |        |
| 25 | 9月20日  | Taichi ライバルチームと激突                        | 田村真佑、筒井あやめ | -                                        |        |
| 26 | 9月27日  | プロダンサー活動の軌跡を総括                       | 田村真佑、筒井あやめ | -                                        |        |
| 27 | 10月4日  | 密着中のプロダンサーたち                           | 秋元真夏、金川紗耶   | -                                        |        |
| 28 | 10月11日 | バトルの審査を務めるHYOGAに密着                    | 秋元真夏、金川紗耶   | -                                        |        |
| 29 | 10月18日 | ダンサーRIHOの譲れない新年                         | 秋元真夏、金川紗耶   | -                                        |        |
| 30 | 10月25日 | Taichiが目指す舞台                                 | 秋元真夏、金川紗耶   | 翌26日0:45 - 0:55に放送 （75分繰り下げ） |        |
| 31 | 11月1日  | NEWダンサー UMI                                    | 秋元真夏、金川紗耶   | -                                        |        |
| 32 | 11月8日  | 新ダンサーUMIの葛藤                                | 秋元真夏、井上和     | -                                        |        |
| 33 | 11月15日 | UMI×D.LEAGUE開幕戦                                 | 秋元真夏、井上和     | -                                        |        |
| 34 | 11月29日 | RIHOの特別な日に密着                               | 秋元真夏、井上和     | -                                        |        |
| 35 | 12月13日 | 勝ちに飢えたダンサーRIHO                           | 秋元真夏、井上和     | -                                        |        |
| 36 | 12月20日 | 新ダンサー×chiharu                                 | 秋元真夏、井上和     | -                                        |        |
| 37 | 12月27日 | CHIHARU×ダンスチームリーダー                       | 筒井あやめ、弓木奈於 | -                                        |        |

| 回 | 放送日  | 内容                                          | スタジオメンバー     | 備考 | 出典 |
| -- | ------- | --------------------------------------------- | -------------------- | ---- | ---- |
| 38 | 1月10日 | プロダンサー×番組初ゲスト・dip BATTLES        | 筒井あやめ、弓木奈於 | -    |      |
| 39 | 1月17日 | ダンスの高校を首席で卒業 ダンスエリート MARIN | 筒井あやめ、弓木奈於 | -    |      |
| 40 | 1月24日 | B-BOY TAICHI                                  | 筒井あやめ、弓木奈於 | -    |      |
| 41 | 1月31日 | プロダンサー活躍の場                          | 筒井あやめ、弓木奈於 | -    |      |
| 42 | 2月7日  | B-BOY Taichi                                  | 賀喜遥香、筒井あやめ | -    |      |
| 43 | 2月14日 | スペシャルゲスト Taichiがスタジオに!!         | 賀喜遥香、筒井あやめ | -    |      |
| 44 | 2月21日 | UMIが抱く大きな夢とは…                        | 賀喜遥香、筒井あやめ | -    |      |
| 45 | 2月28日 | ダンサー×指導者×経営者                        | 賀喜遥香、筒井あやめ | -    |      |
| 46 | 3月7日  | Taichi パリオリンピックへの挑戦               | 弓木奈於、五百城茉央 | -    |      |
| 47 | 3月14日 | Rihoの活動に密着                              | 弓木奈於、五百城茉央 | -    |      |
| 48 | 3月21日 | プロダンスチームリーダーchiharu               | 弓木奈於、五百城茉央 | -    |      |
| 49 | 3月28日 | 新ダンサー登場                                | 弓木奈於、五百城茉央 | -    |      |

乃木と霜降りのダンスバトルズ
| 回 | 放送日   | 内容                                              | スタジオメンバー     | 備考                                     | 出典 |
| -- | -------- | ------------------------------------------------- | -------------------- | ---------------------------------------- | ---- |
| 1  | 4月4日   | AITOが創るD.LEAGUEの作品                          | 久保史緒里、与田祐希 | -                                        |      |
| 2  | 4月11日  | ダンス×アートAITO                                 | 久保史緒里、与田祐希 | -                                        |      |
| 3  | 4月18日  | chiharuが挑戦中のダンスに密着                     | 久保史緒里、与田祐希 | -                                        |      |
| 4  | 4月25日  | 今夜はヒールダンス実践編 せいやと与田が大ゲンカ!? | 久保史緒里、与田祐希 | -                                        |      |
| 5  | 5月2日   | パリ五輪を目指すB-BOY 現役高校生17歳 IISIN        | 久保史緒里、与田祐希 | -                                        |      |
| 6  | 5月9日   | 日本最強B-BOYが登場 職人ブレイカー Nori           | 久保史緒里、与田祐希 | -                                        |      |
| 7  | 5月16日  | プロダンサーRihoが抱える憂鬱                      | 賀喜遥香、筒井あやめ | -                                        |      |
| 8  | 5月23日  | ダンス×アート AITOの創作活動                      | 賀喜遥香、筒井あやめ | -                                        |      |
| 9  | 5月30日  | 1児のパパダンサーHYOGA                            | 賀喜遥香、筒井あやめ | -                                        |      |
| 10 | 6月6日   | プロダンサー chiharu                              | 賀喜遥香、筒井あやめ | -                                        |      |
| 11 | 6月13日  | 踊れるアナ 小野寺結衣に密着!?                     | 賀喜遥香、筒井あやめ | -                                        |      |
| 12 | 6月20日  | 最年少ダンサー UMI                                | 梅澤美波、遠藤さくら | -                                        |      |
| 13 | 6月27日  | プロダンサー UMIのオフシーズンに密着!             | 梅澤美波、遠藤さくら | -                                        |      |
| 14 | 7月4日   | プロダンサー UMIの一人旅がついに完結!             | 梅澤美波、遠藤さくら | -                                        |      |
| 15 | 7月11日  | 小野寺結衣のヒールダンス企画                      | 梅澤美波、遠藤さくら | -                                        |      |
| 16 | 7月18日  | ダンサー目線を欠かさない休日の過ごし方に密着      | 梅澤美波、遠藤さくら | -                                        |      |
| 17 | 7月25日  | 宣伝として使うアーティスト写真の撮影に密着        | 梅澤美波、遠藤さくら | -                                        |      |
| 18 | 8月1日   | 高校ダンス部に特別レクチャー                      | 賀喜遥香、弓木奈於   | -                                        |      |
| 19 | 8月8日   | 高校ダンス部とコラボTikTok撮影                    | 賀喜遥香、弓木奈於   | -                                        |      |
| 20 | 8月15日  | プロダンサーRIHOの現在                            | 賀喜遥香、弓木奈於   | -                                        |      |
| 21 | 8月22日  | 小野寺アナ初の個人レッスン                        | 賀喜遥香、弓木奈於   | -                                        |      |
| 22 | 8月29日  | 小野寺アナ×ヒールダンス×札幌                      | 賀喜遥香、弓木奈於   | -                                        |      |
| 23 | 9月5日   | プロダンサーchiharu                               | 賀喜遥香、弓木奈於   | -                                        |      |
| 24 | 9月12日  | ヒールダンスに苦戦中の小野寺アナ                  | 賀喜遥香、弓木奈於   | -                                        |      |
| 25 | 9月19日  | 小野寺アナ×ヒールダンス×課題                      | 賀喜遥香、弓木奈於   | -                                        |      |
| 26 | 9月26日  | 新ダンサー KENSEI                                 | 賀喜遥香、弓木奈於   | -                                        |      |
| 27 | 10月3日  | 日本発のプロダンスリーグ 世界へ!                  | 賀喜遥香、弓木奈於   | -                                        |      |
| 28 | 10月10日 | プロダンサー KENSEI                               | 岩本蓮加、与田祐希   | -                                        |      |
| 29 | 10月17日 | 新ダンサー Shoji                                  | 岩本蓮加、与田祐希   | 23:55 - 翌0:00に放送 （5分繰り下げ）     |      |
| 30 | 10月24日 | NEW Dancer                                        | 岩本蓮加、与田祐希   | -                                        |      |
| 31 | 10月31日 | プロダンサー UMI                                  | 岩本蓮加、与田祐希   | -                                        |      |
| 32 | 11月7日  | プロダンサー Riho                                 | 岩本蓮加、与田祐希   | -                                        |      |
| 33 | 11月14日 | 小野寺アナヒールダンス習得への道                  | 岩本蓮加、与田祐希   | -                                        |      |
| 34 | 11月21日 | 小野寺アナのスピンオフ企画 ヒールダンス習得への道 | 岩本蓮加、遠藤さくら | 翌22日0:30 - 0:40に放送 （60分繰り下げ） |      |
| 35 | 11月28日 | 小野寺アナのスピンオフ企画 ヒールダンス習得への道 | 岩本蓮加、遠藤さくら | -                                        |      |
| 36 | 12月5日  | プロダンサー Riho&MARIN                           | 岩本蓮加、遠藤さくら | -                                        |      |
| 37 | 12月12日 | プロダンサー Riho&MARIN スタジオ登場              | 岩本蓮加、遠藤さくら | -                                        |      |
| 38 | 12月19日 | SHO&LIL' BEANの最強B-BOYコンビが登場              | 岩本蓮加、遠藤さくら | -                                        |      |
| 39 | 12月26日 | SHO&LIL' BEANがスタジオに登場                     | 岩本蓮加、遠藤さくら | -                                        |      |

| 回 | 放送日             | 内容                                                                  | スタジオメンバー     | 備考 | 出典 |
| -- | ------------------ | --------------------------------------------------------------------- | -------------------- | ---- | ---- |
| 40 | 1月9日             | プロダンサーと踊りまくりSP                                            | 岩本蓮加、遠藤さくら | -    |      |
| 41 | 1月16日            | プロダンサー KENSEI                                                   | 岩本蓮加、遠藤さくら | -    |      |
| 42 | 1月23日            | プロダンサー KENSEI                                                   | 梅澤美波、向井葉月   | -    |      |
| 43 | 1月30日            | プロダンスチームのディレクター・KENSEIが登場                          | 梅澤美波、向井葉月   | -    |      |
| 44 | 2月6日             | ブレイクダンサー・SHOが登場                                           | 梅澤美波、向井葉月   | -    |      |
| 45 | 2月13日            | プロダンサーRihoとShoji                                               | 梅澤美波、向井葉月   | -    |      |
| 46 | 2月20日            | プロダンサーRihoとShoji                                               | 梅澤美波、向井葉月   | -    |      |
| 47 | 2月27日            | プロダンスチームのディレクター・KENSEIが登場                          | 山下美月、与田祐希   | -    |      |
| 48 | 3月5日             | D.LEAGUE最年少ディレクター・KENSEI                                    | 山下美月、与田祐希   | -    |      |
| 49 | 3月12日            | 小野寺アナのスピンオフ企画 ヒールダンス習得への道 総まとめスペシャル! | 山下美月、与田祐希   | -    |      |
| 50 | 3月19日            | 乃木坂&霜降り&小野寺アナの名ダンスシーンをプレイバック                | 山下美月、与田祐希   | -    |      |
| 51 | 3月26日 （最終回） | ダンサーに感謝を込めて 最終回SP                                       | 山下美月、与田祐希   | -    |      |

## ネット局と放送時間
| 放送対象地域   | 放送局                    | 系列           | 放送日時           | 放送期間                     | ネット状況 |
| -------------- | ------------------------- | -------------- | ------------------ | ---------------------------- | ---------- |
| 関東広域圏     | フジテレビ（CX）          | フジテレビ系列 | 火曜 23:30 - 23:40 | 2022年4月5日 - 2024年3月26日 | 【制作局】 |
| 北海道         | 北海道文化放送（UHB）     | フジテレビ系列 | 火曜 23:30 - 23:40 | 2022年4月5日 - 2024年3月26日 | 同時ネット |
| 岩手県         | 岩手めんこいテレビ（mit） | フジテレビ系列 | 火曜 23:30 - 23:40 | 2022年4月5日 - 2024年3月26日 | 同時ネット |
| 宮城県         | 仙台放送（OX）            | フジテレビ系列 | 火曜 23:30 - 23:40 | 2022年4月5日 - 2024年3月26日 | 同時ネット |
| 秋田県         | 秋田テレビ（AKT）         | フジテレビ系列 | 火曜 23:30 - 23:40 | 2022年4月5日 - 2024年3月26日 | 同時ネット |
| 山形県         | さくらんぼテレビ（SAY）   | フジテレビ系列 | 火曜 23:30 - 23:40 | 2022年4月5日 - 2024年3月26日 | 同時ネット |
| 福島県         | 福島テレビ（FTV）         | フジテレビ系列 | 火曜 23:30 - 23:40 | 2022年4月5日 - 2024年3月26日 | 同時ネット |
| 新潟県         | NST新潟総合テレビ（NST）  | フジテレビ系列 | 火曜 23:30 - 23:40 | 2022年4月5日 - 2024年3月26日 | 同時ネット |
| 長野県         | 長野放送（NBS）           | フジテレビ系列 | 火曜 23:30 - 23:40 | 2022年4月5日 - 2024年3月26日 | 同時ネット |
| 静岡県         | テレビ静岡（SUT）         | フジテレビ系列 | 火曜 23:30 - 23:40 | 2022年4月5日 - 2024年3月26日 | 同時ネット |
| 富山県         | 富山テレビ（BBT）         | フジテレビ系列 | 火曜 23:30 - 23:40 | 2022年4月5日 - 2024年3月26日 | 同時ネット |
| 石川県         | 石川テレビ（ITC）         | フジテレビ系列 | 火曜 23:30 - 23:40 | 2022年4月5日 - 2024年3月26日 | 同時ネット |
| 福井県         | 福井テレビ（FTB）         | フジテレビ系列 | 火曜 23:30 - 23:40 | 2022年4月5日 - 2024年3月26日 | 同時ネット |
| 中京広域圏     | 東海テレビ（THK）         | フジテレビ系列 | 火曜 23:30 - 23:40 | 2022年4月5日 - 2024年3月26日 | 同時ネット |
| 近畿広域圏     | 関西テレビ（KTV）         | フジテレビ系列 | 火曜 23:30 - 23:40 | 2022年4月5日 - 2024年3月26日 | 同時ネット |
| 島根県・鳥取県 | さんいん中央テレビ（TSK） | フジテレビ系列 | 火曜 23:30 - 23:40 | 2022年4月5日 - 2024年3月26日 | 同時ネット |
| 岡山県・香川県 | 岡山放送（OHK）           | フジテレビ系列 | 火曜 23:30 - 23:40 | 2022年4月5日 - 2024年3月26日 | 同時ネット |
| 広島県         | テレビ新広島（TSS）       | フジテレビ系列 | 火曜 23:30 - 23:40 | 2022年4月5日 - 2024年3月26日 | 同時ネット |
| 愛媛県         | テレビ愛媛（EBC）         | フジテレビ系列 | 火曜 23:30 - 23:40 | 2022年4月5日 - 2024年3月26日 | 同時ネット |
| 高知県         | 高知さんさんテレビ（KSS） | フジテレビ系列 | 火曜 23:30 - 23:40 | 2022年4月5日 - 2024年3月26日 | 同時ネット |
| 福岡県         | テレビ西日本（TNC）       | フジテレビ系列 | 火曜 23:30 - 23:40 | 2022年4月5日 - 2024年3月26日 | 同時ネット |
| 佐賀県         | サガテレビ（STS）         | フジテレビ系列 | 火曜 23:30 - 23:40 | 2022年4月5日 - 2024年3月26日 | 同時ネット |
| 長崎県         | テレビ長崎（KTN）         | フジテレビ系列 | 火曜 23:30 - 23:40 | 2022年4月5日 - 2024年3月26日 | 同時ネット |
| 熊本県         | テレビくまもと（TKU）     | フジテレビ系列 | 火曜 23:30 - 23:40 | 2022年4月5日 - 2024年3月26日 | 同時ネット |
| 鹿児島県       | 鹿児島テレビ（KTS）       | フジテレビ系列 | 火曜 23:30 - 23:40 | 2022年4月5日 - 2024年3月26日 | 同時ネット |
| 沖縄県         | 沖縄テレビ（OTV）         | フジテレビ系列 | 火曜 23:30 - 23:40 | 2022年4月5日 - 2024年3月26日 | 同時ネット |

## 番組テーマ曲
- テーマ：「マーク・ロンソン『Uptown Funk feat. Bruno Mars』」

## 放送を休止した事例
- 2022年11月22日は『2022 FIFAワールドカップ』中継（21:40 - 翌0:10。デンマーク×チュニジア）のため休止。
- 2022年12月6日は『2022 FIFAワールドカップ まもなくキックオフ!ベスト16』中継（23:00 - 23:40。モロッコ×スペイン）のため休止。
- 2023年1月3日は映画『コンフィデンスマンJP 英雄編』（21:00 - 23:40）のため休止。

## スタッフ
- 企画：日高峻、田上向日葵
- ナレーター：大場真人
- 構成：鮫肌文殊、塩見昌矢、井上慶祐
- CAM：塩谷翼
- AUD：星照光
- 照明：大場佳祐
- 音響効果：小堀一
- 編集：竹野秀崇
- MA：船木優
- 技術協力：REC、fmt、e-naスタジオ
- 美術プロデューサー：内藤佳奈子
- デザイン：近藤純子
- アートコーディネーター：塩谷達郎
- 美術協力：フジアール
- AP：平澤侑万
- AD：前田怜、前田虹太
- ディレクター：日野智文、金子優介
- 演出：勝見拓也
- プロデューサー：織田実
- 制作協力：STELLA-TV
- 制作著作：フジテレビ